# Pi de les Tres Branques

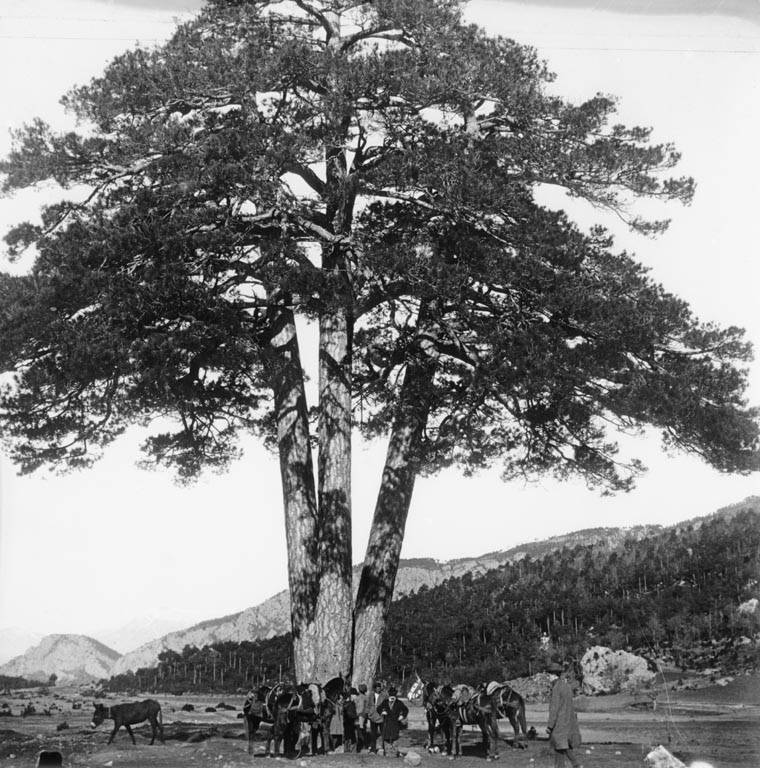
Pi de les Tres Branques 1905

Pi de les Tres Branques (Katalanisch für dreiarmige verzweigte Kiefer) ist ein Traditionssymbol im Sinne eines kulturellen Erbes als Darstellung der Einheit der katalanischen Länder (Països Catalans) in Spanien.
Die rund 28 Meter hohe Waldkiefer (Pinus sylvestris) befindet sich im Gemeindegebiet von Castellar del Riu an der Straße am Pla de Campllong unweit der Stadt Berga und ist der Ort großer politischer und kultureller Zusammenkünfte eines jeden Jahres in Katalonien.

## Geschichte
In historischen Aufzeichnungen von 1746 beschreibt der Bischof von Solsona diesen Ort; er bezeichnete ihn als Symbol der Heiligen Dreifaltigkeit.
Die kulturelle Bedeutung geht zurück in die Zeit des 13. Jahrhunderts. König Jaume I. von Aragon soll dort, laut überlieferter Legende, während der Reise durch Katalonien eine Nacht verbracht haben und unter dem Pi de les Tres Branques einen inspirierenden Traum erlebt haben, dass er dazu bestimmt sei, drei Königreiche zu erobern und zu regieren. Die politische Symbolik wurde während der katalanischen Renaixença im späten 19. Jahrhundert wiederbelebt. 1888 schrieb Jacint Verdaguer ein Gedicht zum Pi de les Tres Branques.

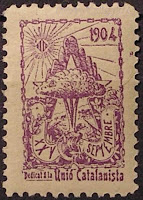
Siegelmarke 1904

Im Jahr 1901 übergab der Besitzer Tomàs Campà die Nutzungsrechte für Baum und angrenzendes Gelände an die nationalistische Organisation Unió Catalanista ab. Im Jahr 1904 fand die erste Kundgebung unter dem Baum statt.
1915 (andere Quellen 1913) begann der auf ein Alter von mehr als 700 Jahre geschätzte Pi de les Tres Branques abzusterben. Verschiedene Quellen berichteten als Ursache Blitzschlag, andere benennen als Grund Vandalismus. Der Baum wurde danach mehrmals von Gegnern, die sich der Symbolik widersetzten, angegriffen. Im Jahr 1939, nach dem Ende des Bürgerkrieges, starteten die Anhänger Francos einen Versuch, den Baum zu stürzen, wurden aber von der lokalen Bevölkerung daran gehindert. 
Am 4. November 1985 wurde der alte monumentale Baum und das umgebende Gelände mit dem rund 200 Meter entfernten neuen dreiarmigen verzweigten Pi Jove (dessen Alter auf rund 200 Jahre geschätzt wird mit einer Höhe von 19 Metern) durch das Departement für Umwelt (Direcció General de Medi Ambient) als Naturdenkmal unter Schutz gestellt.
1986 wurde mit mehr als 14.000 Teilnehmern eine Rekordbeteiligung bei der Veranstaltung am Pi de les Tres Branques erreicht.
2014 wurde der höhere der beiden Stämme des Baumes von Unbekannten abgesägt.

## Galerie

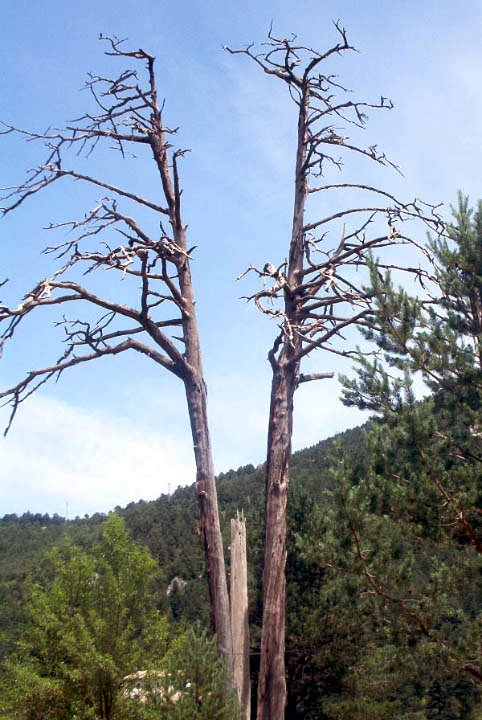
Zustand Pi de les Tres Branques (Februar 2005)
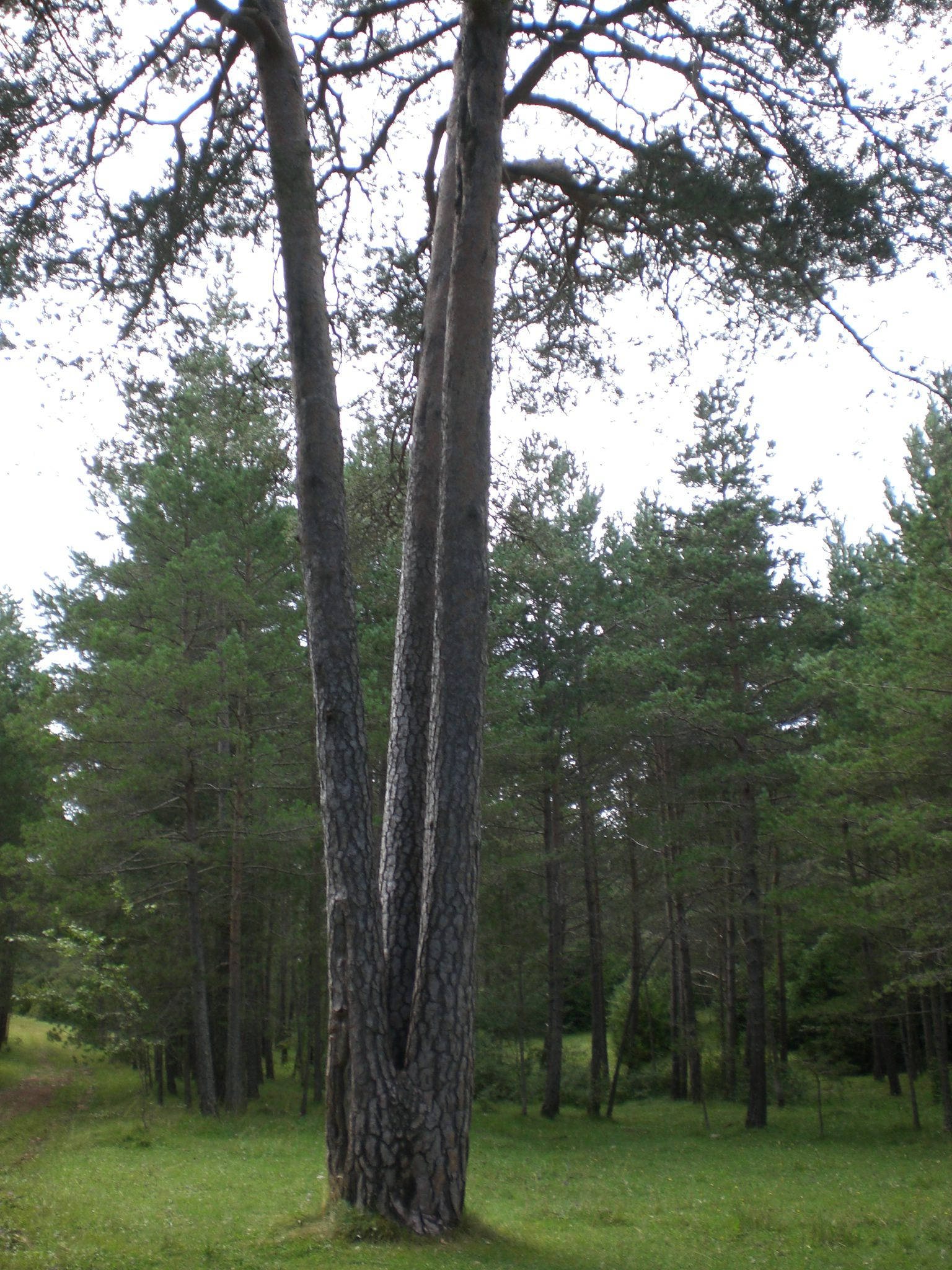
Pi Jove de les Tres Branques (September 2010)